# Flaga Żar

Uroczysta flaga Żar

Flaga Żar – jeden z symboli miasta Żary w postaci flagi.

## Wygląd i symbolika
Flaga podzielona jest na cztery równe pola w krzyż:
- pole pierwsze górne od drzewca: białe,
- pole drugie górne: żółte (PANTONE 803 U 2X),
- pole trzecie od drzewca czerwone (PANTONE Warm Red U 2X),
- pole czwarte dolne: czarne.

W wersji uroczystej flaga zawiera w polach barwnych, centralnie godła herbowe (m.in. Bibersteinów i Promnitzów) w takiej kolejności jak w herbie oraz pośrodku płata, tarczę sercową barwy błękitnej (PANTONE 299 U 2X) z łękawicą złotą (żółtą) w kształcie litery "W", jak w herbie miasta.